# Roberto César (Fußballspieler, 1985)
Roberto César Zardin Rodrigues (* 19. Dezember 1985 in Sapiranga) ist ein ehemaliger brasilianischer Fußballspieler.

## Karriere
Roberto begann seine Karriere 2003 beim Erstligisten Figueirense FC. Danach spielte er bei Albirex Niigata, CA Hermann Aichinger und AD Cabofriense. 2009 unterschrieb er einen Vertrag bei Avaí FC. 2011 wechselte er zum japanischen Zweitligisten FC Tokyo und gewann im selben Jahr den Kaiserpokal. 2011 feierte er mit dem Verein die Zweitligameisterschaft und den Aufstieg in die erste Liga. 2012 kehrte er nach Brasilien zurück und unterschrieb einen Vertrag bei Coritiba FC. 2012 erreichte er das Finale des Copa do Brasil. 2013 wechselte er zum südkoreanischen Erstligisten Ulsan Hyundai. 2013 wurde er mit dem Verein Vizemeister der K League Classic. 2016 wechselte er zum brasilianischen Zweitligisten Avaí FC. 2014 wurde er mit dem Verein Tabellenvierter und stieg in die erste Liga auf. 2017 wechselte er zum Zweitligisten Ceará SC. 2017 wurde er mit dem Verein Tabellendritter und stieg in die erste Liga auf. Danach spielte er bei AA Ponte Preta, EC Juventude und Londrina EC. 2022 beendete er seine Karriere als Fußballspieler.

## Erfolge
Figueirense
- Staatsmeisterschaft von Santa Catarina: 2006

Avaí
- Staatsmeisterschaft von Santa Catarina: 2010

FC Tokyo
- Zweitligameisterschaft: 2011
- Japanischer Pokalsieger: 2012

Ceará
- Staatsmeisterschaft von Ceará: 2018